# Maciej Franta

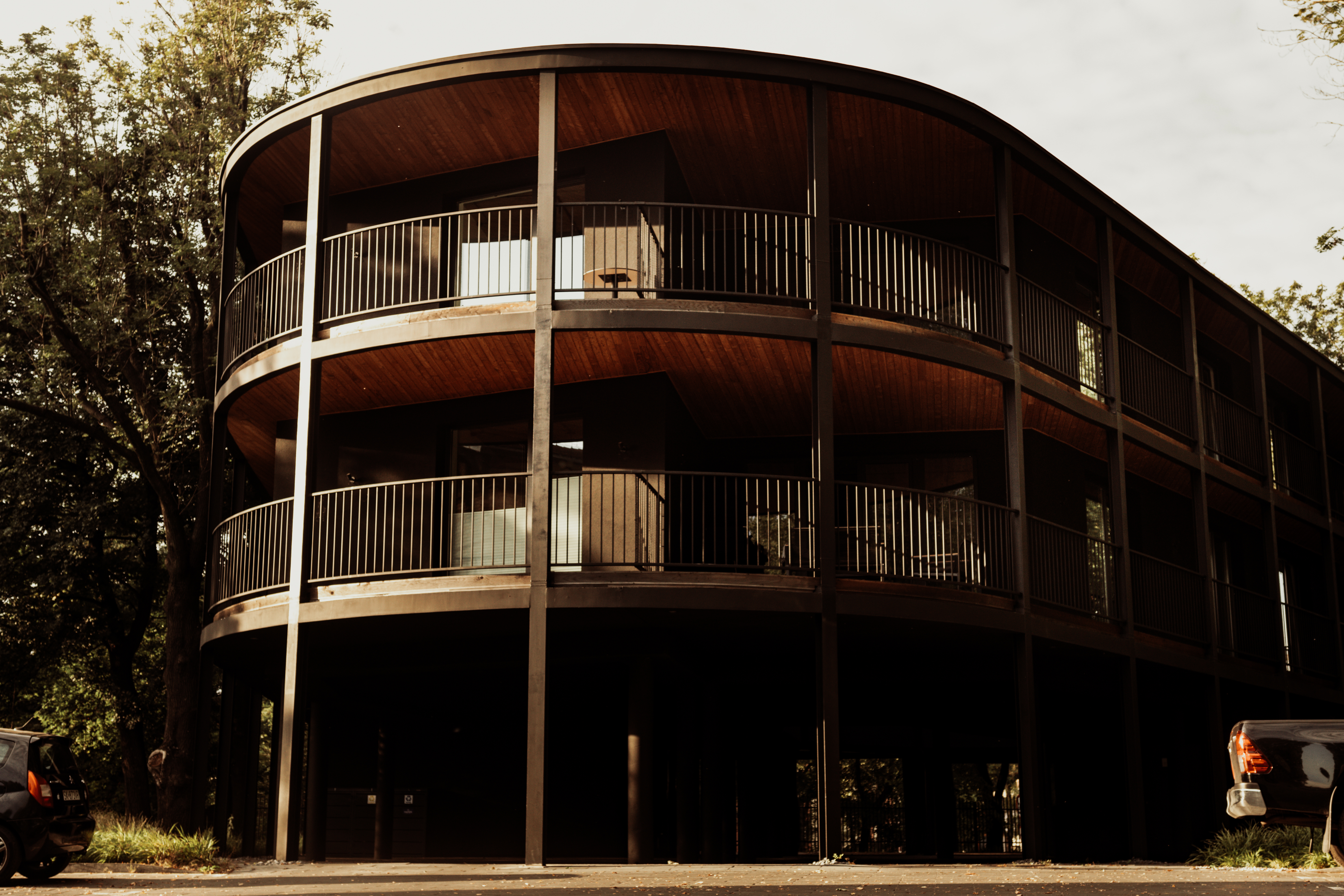
Wielokrotnie nagradzana Villa Reden

Maciej Franta (ur. 9 października 1983 w Chorzowie) – polski architekt, założyciel pracowni architektonicznej Frantagroup, na liście 40 under 40 (40 najbardziej obiecujących europejskich architektów, którzy nie ukończyli 40 roku życia) w 2022 r.

## Życiorys
Ukończył Uniwersyteckie I Liceum Ogólnokształcące w Chorzowie. W 2008 ukończył studia na Wydziale Architektury Politechniki Krakowskiej, a w 2010 również tam studia doktoranckie. W 2005 kształcił się na Wydziale Architektury Uniwersytetu w Knoxville w Tennessee. W 2007 odbył praktyki w pracowni architektonicznej Gensler w Nowym Jorku, a w 2008 w Dublinie. W latach 2008–2010 pracował w katowickiej pracowni architektonicznej Franta & Franta Architekci sp. z o.o. Od 2010 prowadzi pracownię Frantagroup w Katowicach, która skupia ponad 20 architektów i zajmuje się projektowaniem architektury i urbanistyki osiedli mieszkaniowych, budynków użyteczności publicznych i usługowych. Projekty pracowni były wielokrotnie nagradzane w konkursach w Polsce i na świecie.
W 2022 otrzymał tytuł Architect of the Year 2021 w konkursie organizowanym przez The Architecture Community oraz trafił na listę 40 najbardziej obiecujących młodych architektów w plebiscycie 40 under 40 organizowanym przez The European Centre.
Jest jednym z inicjatorów klasy architektonicznej w chorzowskim Uniwersyteckim I Liceum im. Juliusza Słowackiego w Chorzowie, jurorem w Konkursie Salonu Polityki – Poland Urban Awards & Interior of the Year, a także prowadzi wiele autorskich wykładów jako prelegent.
Autor m.in. Villa Reden, która znajduje się w Chorzowie, jednego z najczęściej nagradzanych projektów architektonicznych w 2021 r.
Maciej Franta jest wnukiem architekta Aleksandra Franty.

## Projekty
- apartamentowiec Villa Reden w Chorzowie,
- rozbudowa Zespołu Szpitali Miejskich w Chorzowie,
- przedszkole modułowe przy Szkole Podstawowej nr 65 na ul. Golikówka 52 w Krakowie (nominowane do nagrody Architektura Roku Województwa Śląskiego 2017)
- przedszkole samorządowe nr 1 w Sułkowicach (projekt otrzymał wyróżnienie w konkursie Nagroda Województwa Małopolskiego im. Stanisława Witkiewicza 2018),
- osiedle mieszkaniowe Zielona Dolina w Zabrzu,
- kompleks mieszkalny Vidok w Katowicach,
- Lofty Primo na Rynku w Chorzowie,
- budynek mieszkalny Żorro w Żorach,
- Hotel Wisła w Wiśle Nowej Osadzie,
- rewitalizacja dawnej Rzeźni Miejskiej w Chorzowie,
- Cosmo – najwyższy budynek mieszkalny w Chorzowie[6].

## Nagrody i nominacje
Nagrody:
- I nagroda w międzynarodowym konkursie na projekt Centrum Edukacji i Sportu w Mysiadle (2008)[7],
- Przedszkole samorządowe nr 1 w Sułkowicach – wyróżnienie w 9. edycji konkursu o Nagrodę im. Stanisława Witkiewicza (2018)[8],
- I nagroda w zamkniętym ogólnopolskim konkursie na nową dzielnicę Zabrza – Zielona Dolina (2019)[9],
- I nagroda w konkursie zamkniętym na projekt nowego hotelu w Wiśle (2021)[10],
- Hotel Wisła – projekt wygrał 38. cykl World Architecture Awards 10+5+X portalu World Architecture Community, Portal ArchDaily uznał projekt za jeden z 10 najlepszych wygranych projektów konkursowych w ostatnim czasie (2021)[11],
- DNA Paris Design Awards (2021)[12],
- Architecture Masterprize (2021)[13],
- Iconic Awards (2021)[14],
- World Design Awards (2021)[1],
- European Property Awards (2021)[15],
- Eurasian Prize (2021) – Grand Prix kategorii budynków mieszkaniowych[16],
- Nagroda Architektoniczna Polityki (2021)[17],
- Wyróżnienie German Design Award (2022)[18],
- Urban Design & Architecture Design Awards (2022)[19],
- Wyróżnienie Design Educates Awards 2022[20],
- International Architecture Awards 2022[21],
- Finalista 11 edycji Nagrody Architektonicznej tygodnika Polityka[22],
- Finalista kategorii Future/Housing w finale Plan Awards 2022[23],
- World Design Awards (2022)[24],
- Willa Reden wśród najlepszych projektów 2022 r. wg portalu Archilovers.com[25],
- Złoty medal International Design Awards – Villa Reden (2022)[26],
- Brązowy medal International Design Awards (2022) – Żorro[27].

Nominacje:
- Design Studio Mag (2021)[28],
- Design et al (2021)[29],
- Plan Awards (2021)[30],
- Najlepsza Przestrzeń Publiczna woj. śląskiego (2021)[31],
- Plebiscyt Polska Architektura 2021 w kategorii obiekty prywatne zorganizowany przez portal Sztuka Architektury[32],
- Polska Nagroda Inteligentnego Rozwoju 2022 w kategorii Projekt Przyszłości![33].

## Wystawy
- Wystawa towarzysząca głównemu biennale w Wenecji pod nazwą: Time Space Existence w Palazzo Bembo (2023)[34]

## Wykłady
- „Droga do zawodu” – Akademia Architektura & Biznes (2022–2024)[5],
- „Wieczór Architektoniczny – wieczorne spotkania z architekturą” – ARCH_event (2022–2024),
- „Kreatywne laboratoria architektury” – Katowice (2024),
- „Zielony dom. Jak budować efektywne energetycznie nieruchomości?” – Insight Institute  (2024),
- „Kreujemy Świat” – Politechnika Krakowska, Politechnika Poznańska i Politechnika Wrocławska (2023)[35],
- „Zielone technologie w budownictwie” w ramach Europejskiego Kongresu Gospodarczego (2023).